# ペペ・マルティ
ジョセップ・マリア・"ペペ"・マルティ・ソブレペラ（Josep Maria "Pepe" Martí Sobrepera、カタルーニャ語発音: [ˈpepə məɾˈti], スペイン語発音: [ˈpepe maɾˈti]; 2005年6月13日 - ）は、スペインのレーシングドライバー。
レッドブル・ジュニアチームの一員。

## 経歴

### カート
2016年後半、11歳の時にカートを始めた。2018年にトニー・カートと契約し、翌2019年にフェルナンド・アロンソのチームでスペインカート選手権・ジュニア部門で優勝。カート最終年となる2020年にCIK-FIA カート世界選手権・OKクラスでは7位に終わった。

### フォーミュラ4
2021年1月にエクセル・モータースポーツからフォーミュラ4・UAE選手権に参戦。デビュー戦では苦戦したものの、第2戦（ヤス・マリーナ）・レース1で3位に入り初表彰台を獲得。第3戦（ドバイ）・レース2で2位表彰台を獲得後、第4戦（ヤス・マリーナ）・レース2でフォーミュラカーレース初優勝を飾った。優勝1回、表彰台4回を記録し、この年のシリーズチャンピオンとなるエンツォ・トゥルーリから184ポイント差の135ポイント獲得し、ランキング7位で終えた。
同年にカンポス・レーシングからスペインF4選手権に参戦。開幕戦（スパ）・レース3で2位表彰台を獲得。第4戦（アラゴン）・レース2・3で優勝し、最終的に2勝、表彰台9回を記録し、ランキング3位。

### フォーミュラ・リージョナル

#### 2022年
2022年、ピナクル・モータースポーツからフォーミュラ・リージョナル・アジアン・チャンピオンシップに参戦。開幕2レースはリタイアに終わったものの、表彰台5回獲得とコンスタントに入賞を重ね、158ポイント獲得し、ランキング2位、ルーキーカップを獲得した。

#### 2023年
2023年のプレシーズン中、ピナクル・ファン・アメルス・フォールト・レーシングからフォーミュラ・リージョナル・ミドル・イースト・チャンピオンシップに復帰。第3戦（クウェートでの欠場以外でのレースではコンスタントに入賞し、結果的にシーズン2勝を挙げ、79ポイント獲得しランキング7位となり、1戦欠場したドライバーの中で最高成績だった。

### FIA フォーミュラ3選手権

#### 2022年

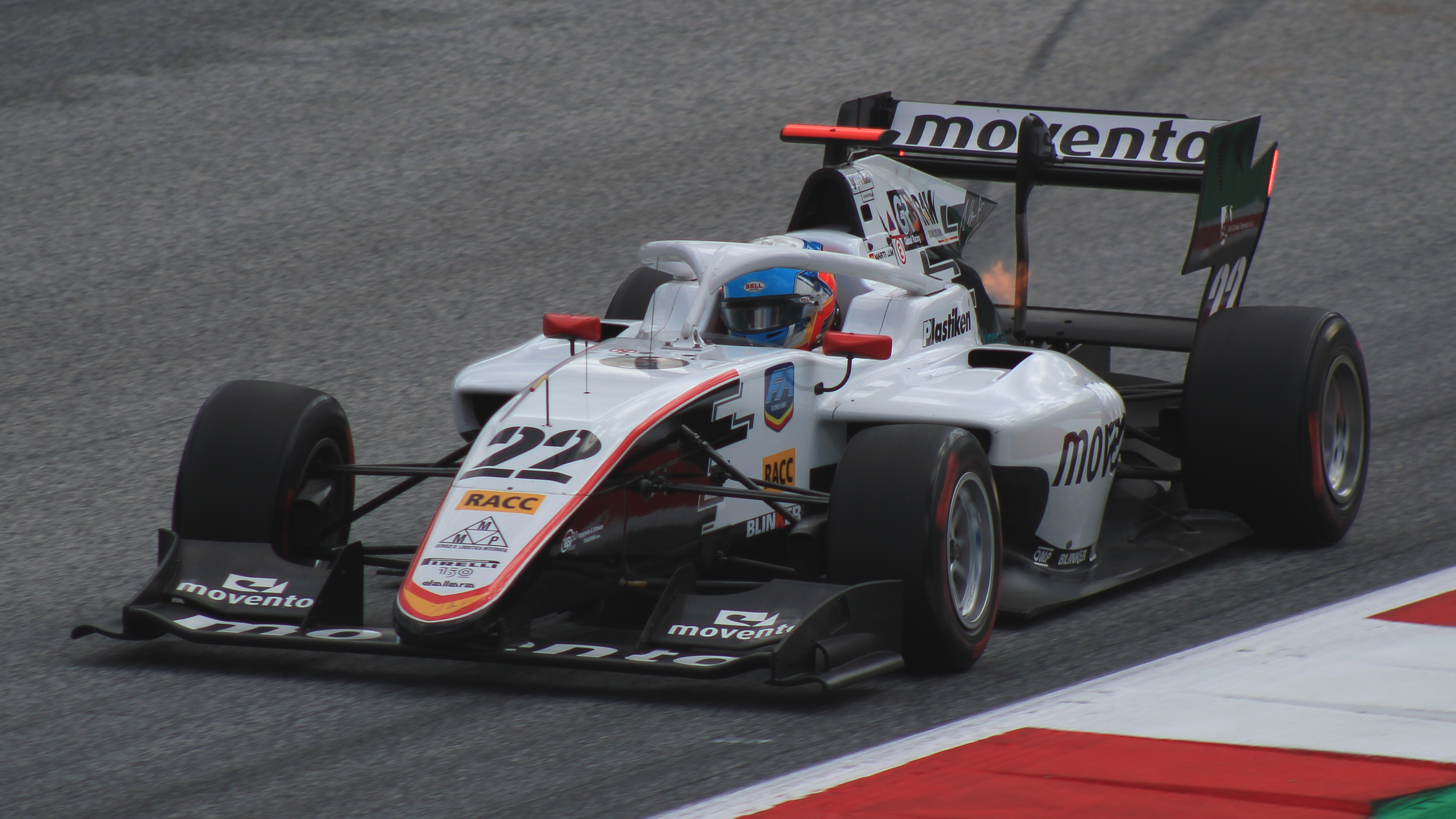
ダラーラ・F3 2019を駆るマルティ（2022年オーストリアF3ラウンドにて）

2021年のポストシーズンにチームのテストに参加した後、2022年にカンポス・レーシングからFIA F3選手権へステップアップ。シーズンを通して苦戦を強いられたが、開幕戦（バーレーン）でのフィーチャーレースで20位から13位まで順位を上げる走りを見せた。第2戦（イモラ）のフィーチャーレースでは、乾きつつある路面でレインタイヤで走行するという賭けに出て、スリックタイヤに交換するまで数周に渡ってレースをリードした（結果は15位完走）。最終戦（モンツァ）のスプリントレースで初入賞を果たし、予選3番手からスタートして9位でチェッカーを受けた。2ポイント獲得し、ランキング26位でシーズンを終え、チームメイトのハンター・イェーニーの成績を上回ったが、同じくチームメイトのデビッド・ビダーレスには遠く及ばなかった。シーズン終了後はカンポスに残留し、ポストシーズンテストに参加した。

#### 2023年

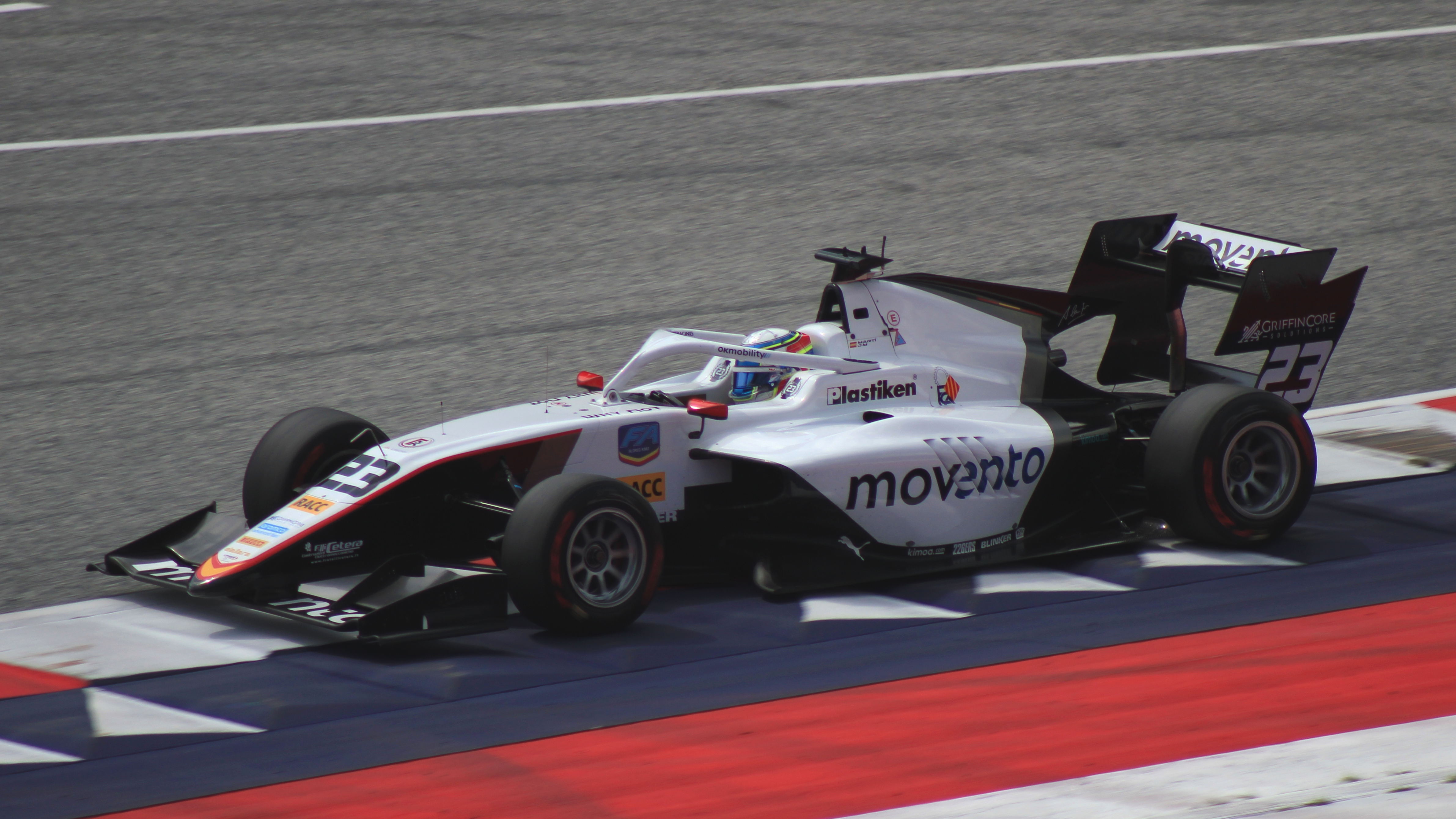
カンポス・レーシングから参戦するマルティ（2023年オーストリアF3ラウンドにて）

2023年、カンポス・レーシングから引き続きFIA F3選手権に参戦。チームメイトはクリスチャン・マンセル、飛雲バーター。開幕戦（バーレーン）のスプリントレースではフランコ・コラピントを抜いてトップに立ち、F3初優勝を飾った。続くフィーチャーレースでは6位でチェッカーを受けた。第2戦（メルボルン）では、スプリントレースで13位、フィーチャーレースで7位とポイントを獲得。第3戦（モナコ）でリバースポールを獲得し、スプリントレースで優勝を記録し、フィーチャーレースでは9位で終えた。
第4戦（バルセロナ）を迎えたホームレースで初のポールポジションを獲得し、スプリントレースでは8位で終えた後、フィーチャーレースではポール・トゥ・ウィンを達成し、ランキング2位に浮上した。第5戦（オーストリア）では2度目のリバースポールを獲得。トップからスタートし、スプリントレースの大半をコントロールしていたが、終盤のセーフティカー導入で流れが変わり、最終的に6位に終わった。続くフィーチャーレースではチームメイトのマンセル、バーターに次ぐ9位で終えた。第6戦（シルバーストン）では予選3番手で通過し、レース中盤にレインタイヤを装着。結果的にタイヤ戦略でミスしたものの、アレックス・ガルシアを抑えて10位となった。雨となったフィーチャーレースでは3位に入り、表彰台を獲得した。

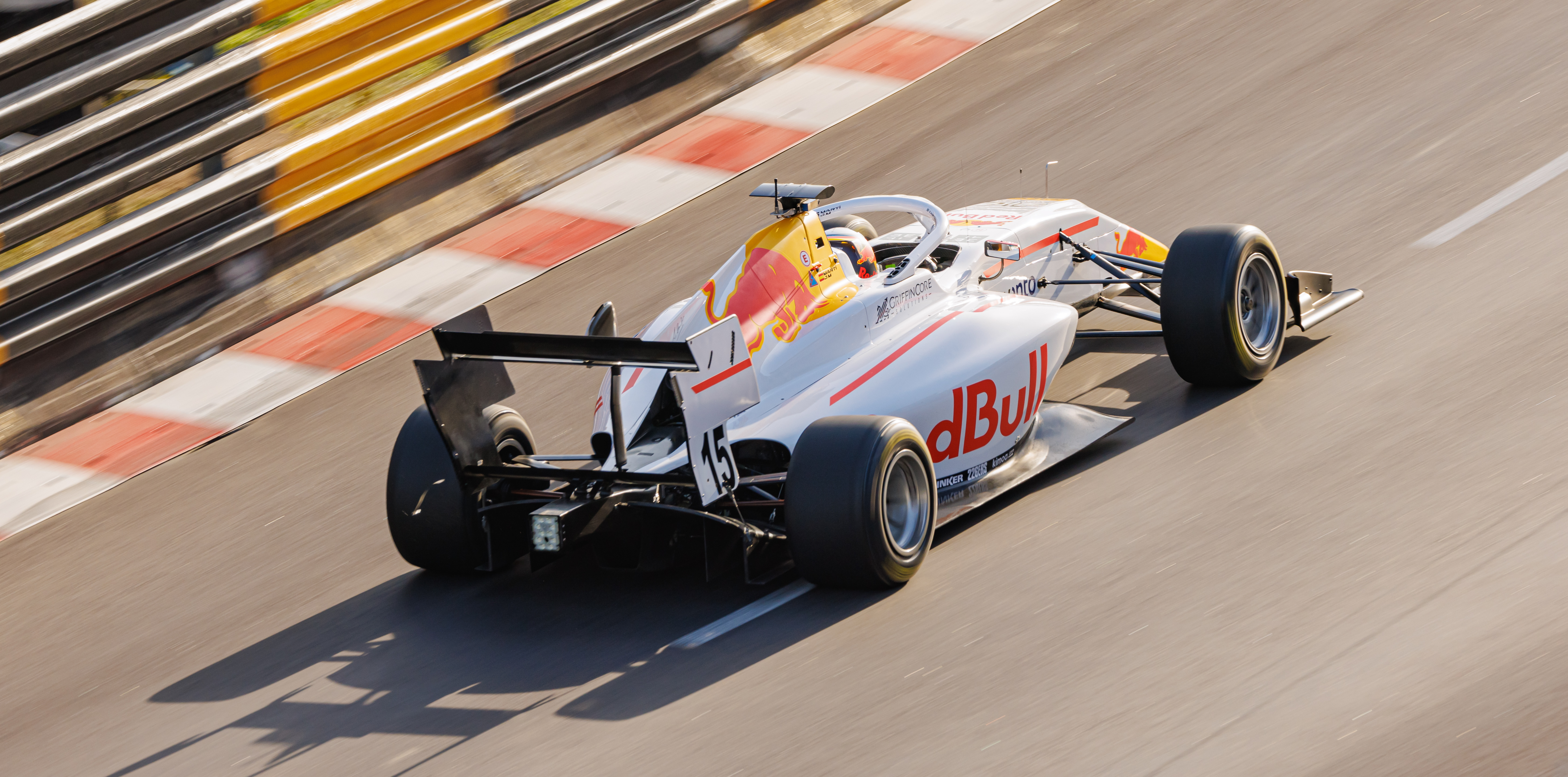
マカオグランプリに参戦するマルティ（2023年）

第7戦（ハンガロリンク）は2レースともに13番手からのスタートとなり、スプリントレースでは後半にニコラ・ツォロフに追突されスピンし20位に落ちたが、フィーチャーレースではオーバーテイクを披露し、6位でレースを終えた。第8戦（スパ）で2度目のポールポジションを獲得したが、スプリントレースではガブリエレ・ミニにタッチされスピンを喫し、その後アイド・コーエンに接触し、リタイアに終わった。フィーチャーレースでは濡れた路面でスリックタイヤを履くという戦略ミスが生じ、9位で終えた。最終戦（モンツァ）で2レースともリタイアに終わったが、優勝3回、ポールポジション2回、表彰台4回を記録、105ポイントを獲得しランキング5位で終えた。
シーズン終了後にマカオグランプリに出場し、決勝レースで5位に入賞、カンポス勢の最高位となった。

### FIA フォーミュラ2選手権

#### 2024年

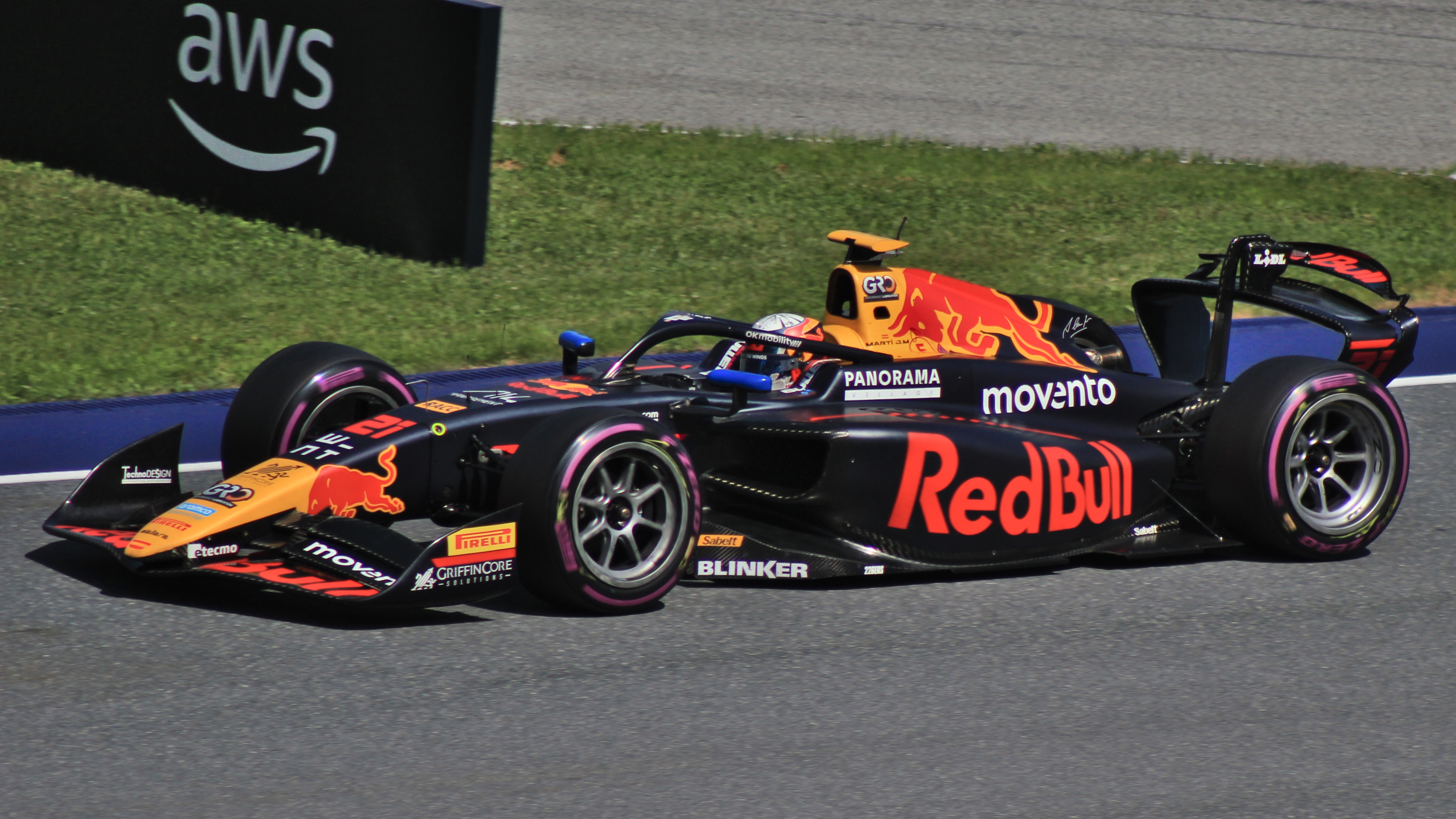
ダラーラ・F2 2024を駆るマルティ（2024年オーストリアF2ラウンドにて）

2024年、カンポス・レーシングからFIA F2選手権に昇格し、レッドブル・ジュニア所属のアイザック・ハジャーをチームメイトとして迎える。開幕戦（バーレーン）での予選では11番手となったが、スプリントレースで次々と追い抜き3位まで浮上。そのまま3位でフィニッシュし初表彰台を獲得する活躍を見せ、続くフィーチャーレースでも2位に入り表彰台を獲得。F2デビューレースでダブル表彰台を獲得したドライバーでは3人目となった。第2戦（ジッダ）でも11番手からのスタートとなったが、スプリントレースでの最終周でクッシュ・マイニがミスをした際にかわし7位に入ったが、フィーチャーレースのオープニングラップでスピンを喫し、リタイアに終わった。第3戦（メルボルン）での予選でトップ10に入ったにも関わらず、スプリントレーススタート時に接触に巻き込まれ、続くフィーチャーレースではオリバー・ベアマンとの接触で入賞を逃した。
第6戦（バルセロナ）のフィーチャーレースでは9位に入り、ジッダ戦以来の入賞となった。第7戦（オーストリア）で8番手からスタートし、スプリントレースで序盤から2位に踊り出て、トップを走るベアマンにプレッシャーを掛け続けたが、そのままチェッカーを受け、バーレーン戦以来となる表彰台を獲得。フィーチャーレースではバーチャル・セーフティカー（VSC）導入時に早めのピットストップにより事実上トップとなったが、タイヤの摩耗により4位でチェッカーを受けたが、VSC導入時でのピットストップでレギュレーション違反が発覚し、30秒加算ペナルティにより15位まで後退。第8戦（シルバーストン）のスプリントレースでは接触に巻き込まれたが、フィーチャーレースでは10位入賞を果たした。第10戦（スパ）では2レースともリタイアに終わり、特に1周目でのベアマンとの接触が目立った。
第11戦（モンツァ）で予選7番手を獲得。スプリントレースでは上位争いを演じ、最終的に4位でレースを終えた。フィーチャーレースではポール・アロンを外側へ押し出したことで10秒ペナルティを受け、その後のレースで振るわず、12位に終わった。第12戦（バクー）のフィーチャーレースでは、エンストしたマイニのマシンに飛び込み、マルティが乗るマシンがひっくり返るというアクシデントに見舞われた。最終戦（ヤス・マリーナ）では、スプリントレースでのスタート時にトップに躍り出て、終始レースをコントロールし、F2初優勝を飾った。続くフィーチャーレースでは6位に入り、レースを終えた。
優勝1回、表彰台4回、62ポイントを獲得し、ドライバーズランキング14位でシーズンを終えた。

#### 2025年
2025年に引き続きカンポス・レーシングからFIA F2選手権に参戦。チームメイトはレッドブル・ジュニア所属のアービッド・リンドブラッドを迎える。

### フォーミュラ1
2022年9月、2度のF1ドライバーズチャンピオンであるフェルナンド・アロンソが所属するドライバーマネジメント会社「A14」へ加入することが発表された。2023年8月、レッドブル・ジュニアチームに加入。

## その他のレース

### スポーツカーレース
マスターズ・ヒストリック・レーシングが主催するマスターズ・エンデュランス・レジェンドにデュケーヌが運営するノルマ・M30で出場し、2022年ヒストリック・ザントフォールト・グランプリでスポーツカーレースデビューを果たした。彼はG2/P3クラスの両レースで優勝し、レース1では上位クラスのマシンを相手に表彰台に上った。

## レース戦績

### 略歴
| 年   | シリーズ                                                         | チーム                     | レース | 勝利 | PP | FL | 表彰台 | ポイント | 順位 |
| ---- | ---------------------------------------------------------------- | -------------------------- | ------ | ---- | -- | -- | ------ | -------- | ---- |
| 2021 | フォーミュラ4・UAE選手権                                         | エクセル・モータースポーツ | 19     | 1    | 1  | 0  | 4      | 135      | 7位  |
| 2021 | スペインF4選手権                                                 | カンポス・レーシング       | 21     | 2    | 3  | 4  | 9      | 196      | 3位  |
| 2022 | フォーミュラ・リージョナル・アジアン・チャンピオンシップ         | ピナクル・モータースポーツ | 15     | 0    | 0  | 2  | 5      | 158      | 2位  |
| 2022 | FIA フォーミュラ3選手権                                          | カンポス・レーシング       | 18     | 0    | 0  | 0  | 0      | 2        | 26位 |
| 2022 | マスターズ・エンデュランス・レジェンズ - プロトタイプ            | デュケーヌ                 | 2      | 2    | 2  | 2  | 2      | 15       | 20位 |
| 2023 | フォーミュラ・リージョナル・ミドル・イースト・チャンピオンシップ | ピナクル・VAR              | 12     | 2    | 0  | 0  | 2      | 79       | 7位  |
| 2023 | FIA フォーミュラ3選手権                                          | カンポス・レーシング       | 18     | 3    | 2  | 2  | 4      | 105      | 5位  |
| 2023 | マカオグランプリ                                                 | カンポス・レーシング       | 1      | 0    | 0  | 0  | 0      | N/A      | 5位  |
| 2024 | FIA フォーミュラ2選手権                                          | カンポス・レーシング       | 28     | 1    | 0  | 2  | 4      | 62       | 14位 |
| 2025 | FIA フォーミュラ2選手権                                          | カンポス・レーシング       | 19     | 3    | 1  | 0  | 3      | 97*      | 6位* |

* 現在シーズン中。

### フォーミュラ4・UAE選手権
| 年     | チーム                     | 1          | 2          | 3          | 4          | 5        | 6        | 7         | 8        | 9        | 10     | 11       | 12       | 13       | 14       | 15       | 16         | 17         | 18       | 19        | 20         | 順位 | ポイント |
| ------ | -------------------------- | ---------- | ---------- | ---------- | ---------- | -------- | -------- | --------- | -------- | -------- | ------ | -------- | -------- | -------- | -------- | -------- | ---------- | ---------- | -------- | --------- | ---------- | ---- | -------- |
| 2021年 | エクセル・モータースポーツ | DUB1 1 Ret | DUB1 2 DNS | DUB1 3 Ret | DUB1 4 Ret | YMC1 1 3 | YMC1 2 4 | YMC1 3 11 | YMC1 4 8 | DUB2 1 6 | DUB2 2 | DUB2 3 5 | DUB2 4 8 | YMC2 1 3 | YMC2 2 1 | YMC2 3 4 | YMC2 4 Ret | DUB3 1 Ret | DUB3 2 4 | DUB3 3 11 | DUB3 4 Ret | 7位  | 135      |

- 太字はポールポジション、斜字はファステストラップ。(key)

### スペインF4選手権
| 年     | チーム               | 1       | 2       | 3       | 4        | 5        | 6       | 7         | 8       | 9        | 10      | 11      | 12      | 13      | 14       | 15      | 16      | 17      | 18    | 19      | 20       | 21      | 順位 | ポイント |
| ------ | -------------------- | ------- | ------- | ------- | -------- | -------- | ------- | --------- | ------- | -------- | ------- | ------- | ------- | ------- | -------- | ------- | ------- | ------- | ----- | ------- | -------- | ------- | ---- | -------- |
| 2021年 | カンポス・レーシング | SPA 1 5 | SPA 2 6 | SPA 3 2 | NAV 1 12 | NAV 2 10 | NAV 3 9 | ALG 1 Ret | ALG 2 3 | ALG 3 12 | ARA 1 3 | ARA 2 1 | ARA 3 1 | CRT 1 2 | CRT 2 11 | CRT 3 7 | JER 1 5 | JER 2 3 | JER 3 | CAT 1 2 | CAT 2 11 | CAT 3 4 | 3位  | 196      |

- 太字はポールポジション、斜字はファステストラップ。(key)

### フォーミュラ・リージョナル・アジアン/ミドル・イースト・チャンピオンシップ
| 年     | エントラント               | 1         | 2         | 3        | 4          | 5         | 6        | 7       | 8       | 9       | 10        | 11       | 12        | 13       | 14      | 15       | DC  | ポイント |
| ------ | -------------------------- | --------- | --------- | -------- | ---------- | --------- | -------- | ------- | ------- | ------- | --------- | -------- | --------- | -------- | ------- | -------- | --- | -------- |
| 2022年 | ピナクル・モータースポーツ | ABU 1 Ret | ABU 2 Ret | ABU 3 4  | DUB 1 2    | DUB 2 7   | DUB 3 2  | DUB 1 4 | DUB 2 4 | DUB 3 2 | DUB 1 3   | DUB 2 4  | DUB 3     | ABU 1 12 | ABU 2 4 | ABU 3 6  | 2位 | 158      |
| 2023年 | ピナクル・VAR              | DUB1 1 14 | DUB1 2 9  | DUB1 3 6 | KUW1 1 Ret | KUW1 2 10 | KUW1 3 6 | KUW2 1  | KUW2 2  | KUW2 3  | DUB2 1 10 | DUB2 2 1 | DUB2 3 11 | ABU 1 6  | ABU 2 1 | ABU 3 11 | 8位 | 78       |

- 太字はポールポジション、斜字はファステストラップ。(key)

### FIA フォーミュラ3選手権
| 年     | エントラント         | 1           | 2          | 3           | 4          | 5          | 6          | 7          | 8          | 9          | 10          | 11         | 12         | 13          | 14         | 15          | 16         | 17          | 18          | DC   | ポイント |
| ------ | -------------------- | ----------- | ---------- | ----------- | ---------- | ---------- | ---------- | ---------- | ---------- | ---------- | ----------- | ---------- | ---------- | ----------- | ---------- | ----------- | ---------- | ----------- | ----------- | ---- | -------- |
| 2022年 | カンポス・レーシング | BHR SPR Ret | BHR FEA 13 | IMO SPR Ret | IMO FEA 15 | CAT SPR 13 | CAT FEA 20 | SIL SPR 20 | SIL FEA 23 | RBR SPR 13 | RBR FEA Ret | HUN SPR 14 | HUN FEA 29 | SPA SPR Ret | SPA FEA 22 | ZAN SPR 19  | ZAN FEA 14 | MNZ SPR 9   | MNZ FEA 26  | 26位 | 2        |
| 2023年 | カンポス・レーシング | BHR SPR 1   | BHR FEA 6  | MEL SPR 13  | MEL FEA 7  | MON SPR 1  | MON FEA 9  | CAT SPR 8  | CAT FEA 1  | RBR SPR 6  | RBR FEA 9   | SIL SPR 10 | SIL FEA 3  | HUN SPR 20  | HUN FEA 6  | SPA SPR Ret | SPA FEA 9  | MNZ SPR Ret | MNZ FEA Ret | 5位  | 105      |

- 太字はポールポジション、斜字はファステストラップ。(key)

### マカオグランプリ
| 年                | チーム               | 車両              | 予選 | 予選 レース | 決勝 レース |
| ----------------- | -------------------- | ----------------- | ---- | ----------- | ----------- |
| 2023年 （英語版） | カンポス・レーシング | ダラーラ・F3 2019 | 11位 | 8位         | 5位         |

### FIA フォーミュラ2選手権
| 年     | エントラント         | 1         | 2         | 3         | 4           | 5           | 6          | 7          | 8           | 9           | 10          | 11         | 12        | 13        | 14         | 15          | 16         | 17         | 18         | 19          | 20          | 21        | 22         | 23         | 24          | 25          | 26         | 27        | 28        | DC   | ポイント |
| ------ | -------------------- | --------- | --------- | --------- | ----------- | ----------- | ---------- | ---------- | ----------- | ----------- | ----------- | ---------- | --------- | --------- | ---------- | ----------- | ---------- | ---------- | ---------- | ----------- | ----------- | --------- | ---------- | ---------- | ----------- | ----------- | ---------- | --------- | --------- | ---- | -------- |
| 2024年 | カンポス・レーシング | BHR SPR 3 | BHR FEA 2 | JED SPR 7 | JED FEA Ret | MEL SPR Ret | MEL FEA 13 | IMO SPR 16 | IMO FEA Ret | MON SPR Ret | MON FEA 14  | CAT SPR 11 | CAT FEA 9 | RBR SPR 2 | RBR FEA 15 | SIL SPR Ret | SIL FEA 10 | HUN SPR 17 | HUN FEA 12 | SPA SPR Ret | SPA FEA Ret | MNZ SPR 4 | MNZ FEA 12 | BAK SPR 19 | BAK FEA Ret | LUS SPR Ret | LUS FEA 16 | YMC SPR 1 | YMC FEA 6 | 14位 | 62       |
| 2025年 | カンポス・レーシング | MEL SPR 8 | MEL FEA C | BHR SPR 1 | BHR FEA 4   | JED SPR 2   | JED FEA 5  | IMO SPR 16 | IMO FEA 14  | MON SPR Ret | MON FEA Ret | CAT SPR 14 | CAT FEA 6 | RBR SPR 1 | RBR FEA 6  | SIL SPR 10  | SIL FEA 9  | SPA SPR 5  | SPA FEA 4  | HUN SPR 1   | HUN FEA 10  | MNZ SPR   | MNZ FEA    | BAK SPR    | BAK FEA     | LUS SPR     | LUS FEA    | YMC SPR   | YMC FEA   | 6位* | 97*      |

- 太字はポールポジション、斜字はファステストラップ。(key)
- * 現在シーズン中。